# Captain Tsubasa III: Kōtei no chōsen
Captain Tsubasa III: Kōtei no chōsen (キャプテン翼III 皇帝の挑戦?) è un videogioco per Super Nintendo Entertainment System basato sul manga e anime Capitan Tsubasa, distribuito nel 1992 solamente in Giappone,

## Trama
Si disputano i vari campionati nazionali; Tsubasa Ozora vince il campionato brasiliano con il San Paolo FC sconfiggendo il Flamengo di Carlos Santana e di Santamaria. Taro Misaki e Napoleon vincono il campionato francese sconfiggendo in finale il Bordeaux di Pierre. Altre partite da affrontare in questa prima parte sono una partita del campionato messicano tra la squadra di Kojiro Hyuga e Ken Wakashimazu e quella di Capelmann, una di Bundesliga tra Amburgo e Bayern e una di Premier League tra Yorkshire e Manchester United.
In seguito i migliori giocatori giapponesi eccezion fatta per Tsubasa, Hyuga, Wakabayashi e altri vengono convocati in nazionale per disputare alcune amichevoli. Tra le squadre affrontate ricordiamo gli USA di Mihael (rivale di Ishizaki), il Belgio (in cui gioca un fortissimo portiere), la Francia (seppur priva di Pierre e Napoleon è comunque capace di rendersi pericolosa con Bossi). Poi iniziano le qualificazioni asiatiche, contro Myanmar, Sud Corea e Cina, che il Giappone vincerà.
Dopodiché inizia il Mondiale è il Giappone vince facilmente le prime due partite (contro l'Inghilterra di Robson ed ancora gli USA), in seguito deve affrontare l'Italia del fortissimo portiere Gino Hernandez. Alla fine del primo tempo Tsubasa si infortuna e deve lasciare in campo; viene sostituito da Takeshi Sawada. All'inizio del secondo tempo entra in campo Hyuga che ha ideato un nuovo tiro il lighting tiger shot (o raiju shot) capace di segnare anche da centrocampo a Hernandez.
Vinta la partita il Giappone deve affrontare l'Argentina di Diaz e Pascal priva di Tsubasa. Il "Genio" Diaz ha ideato un nuovo tiro; vedendolo a Tsubasa gli viene l'ispirazione per ideare un nuovo tiro. Nella partita successiva contro la Francia Tsubasa rientra in campo e usa il suo nuovo tiro il Neo ciclone shot. In semifinale il Giappone sconfigge il Brasile (in cui giocano Santana, Gertize e Coimbra) e riesce a qualificarsi alla finale dove affronterà la Germania dell'imperatore Schneider. I tedeschi sono molto forti ma alla fine il Giappone vincerà i mondiali.

## Modalità di gioco
A differenza di altri giochi di calcio questo è una specie di videogioco di ruolo in cui il giocatore quando è vicino a un avversario o se preme un tasto si ferma e può decidere con calma cosa fare a seconda se è in possesso o meno del pallone. Se è in possesso può dribblare, passare, tirare e fare un triangolazione. Se invece non è in possesso di palla ed è vicino ad un avversario può effettuare un tackle. Il portiere quando deve parare un tiro può decidere se afferrarlo o respingerlo di pugno. Ovviamente se respinge di pugno avrà più probabilità di parare.
Ovviamente il giocatore può effettuare i vari tiri speciali tipici del manga e dell'anime, però questi fanno calare di molto il numero di PP. Se il numero di PP è minore del numero di PP da spendere per effettuare il tiro speciale il giocatore non può tirarlo quindi si possono tirare pochi tiri speciali a partita. Se il numero di PP tende a zero il giocatore diventa scarso.